# گیزم گیرایگیل
گیزم گیرایگیل (انگلیسی: Gizem Giraygil؛ زادهٔ ۸ مهٔ ۱۹۸۶) بازیکن والیبال اهل ترکیه است.